# Arcuphantes ashifuensis
Arcuphantes ashifuensis là một loài nhện trong họ Linyphiidae.
Loài này thuộc chi Arcuphantes. Arcuphantes ashifuensis được Ryoji Oi miêu tả năm 1960.